# Klaus Michael Grüber
 (août 2023).
La mise en forme du texte ne suit pas les recommandations de Wikipédia : il faut le « wikifier ».
Les points d'amélioration suivants sont les cas les plus fréquents. Le détail des points à revoir est peut-être précisé sur la page de discussion.
- Les titres sont pré-formatés par le logiciel. Ils ne sont ni en capitales, ni en gras.
- Le texte ne doit pas être écrit en capitales (les noms de famille non plus), ni en gras, ni en italique, ni en « petit »…
- Le gras n'est utilisé que pour surligner le titre de l'article dans l'introduction, une seule fois.
- L'italique est rarement utilisé : mots en langue étrangère, titres d'œuvres, noms de bateaux, etc.
- Les citations ne sont pas en italique mais en corps de texte normal. Elles sont entourées par des guillemets français : « et ».
- Les listes à puces sont à éviter, des paragraphes rédigés étant largement préférés. Les tableaux sont à réserver à la présentation de données structurées (résultats, etc.).
- Les appels de note de bas de page (petits chiffres en exposant, introduits par l'outil «  Source ») sont à placer entre la fin de phrase et le point final[comme ça].
- Les liens internes (vers d'autres articles de Wikipédia) sont à choisir avec parcimonie. Créez des liens vers des articles approfondissant le sujet. Les termes génériques sans rapport avec le sujet sont à éviter, ainsi que les répétitions de liens vers un même terme.
- Les liens externes sont à placer uniquement dans une section « Liens externes », à la fin de l'article. Ces liens sont à choisir avec parcimonie suivant les règles définies. Si un lien sert de source à l'article, son insertion dans le texte est à faire par les notes de bas de page.
- La présentation des références doit suivre les conventions bibliographiques. Il est recommandé d'utiliser les modèles {{Ouvrage}}, {{Chapitre}}, {{Article}}, {{Lien web}} et/ou {{Bibliographie}}. Le mode d'édition visuel peut mettre en forme automatiquement les références.
- Insérer une infobox (cadre d'informations à droite) n'est pas obligatoire pour parachever la mise en page.

Pour une aide détaillée, merci de consulter Aide:Wikification.
Si vous pensez que ces points ont été résolus, vous pouvez retirer ce bandeau et améliorer la mise en forme d'un autre article.
 (avril 2015).
Si vous disposez d'ouvrages ou d'articles de référence ou si vous connaissez des sites web de qualité traitant du thème abordé ici, merci de compléter l'article en donnant les références utiles à sa vérifiabilité et en les liant à la section « Notes et références ».
Pour les articles homonymes, voir Gruber.
Klaus Michael Grüber, né le 4 juin 1941 à Neckarelz, dans le land allemand du Bade-Wurtemberg, et mort le 22 juin 2008 dans sa maison de Belle-Île-en-Mer, est l'un des artistes de théâtre et metteur en scène les plus importants de sa génération.

## Biographie
Travaillant sur les plus grandes scènes dramatiques et lyriques d'Europe, il s'est évertué à élargir les frontières du théâtre, le rapport à la parole et au texte, ainsi que la notion d'expérience théâtrale élevée dans ses spectacles au rang d'expérience existentielle et poétique. Il aura influencé bon nombre de ses contemporains parmi lesquels Patrice Chéreau, Luc Bondy et Robert Wilson.
D'abord assistant du metteur en scène et cofondateur du Piccolo Teatro de Milan, Giorgio Strehler (de 1969 à 1972), il a pu apprendre au cours de ces années d'exil en Italie, l'artisanat du théâtre, la direction d'acteur et l'exigence absolue du métier de metteur en scène, qui en font une vocation, c'est-à-dire une profession de foi. Au Piccolo, il met en scène Off limits d'Adamov début 1969, dans un décor d'Arroyo. Adamov aimait beaucoup ce travail. Après avoir mis en scène son quatrième spectacle, Penthésilée (1970) de Kleist, dans ce même théâtre, il sera limogé face aux contestations déclenchées par sa vision de l'œuvre rejetée par une partie du public et des professionnels perturbés par une approche théâtrale singulière qui leur est encore tout à fait inconnue. Repéré par le directeur de théâtre et metteur en scène Kurt Hebner, Grüber retournera dans sa patrie, pour travailler au Schauspielhaus de Francfort, où il met en scène Dans la jungle des villes de Brecht (1974). Plus tard à la Schaubühne de Berlin, dirigée par Peter Stein, autre important metteur en scène qui l'appelle à rejoindre son équipe, il réalise l'un de ses spectacles les plus mythiques, Les Bacchantes d'après Euripide (1974), s'inscrivant dans un cycle « hors les murs » sur la tragédie grecque. Certain comédiens phares allemands de cette génération, tels que Bruno Ganz, Jutta Lampe, Otto Sander ou encore Michael König (dans le rôle de Dionysos), sont magistralement dirigés dans un spectacle se situant à la lisière du rêve et du réel, de la raison et de la folie.
À la différence de nombreux autres metteurs en scène, Grüber préfère collaborer scénographiquement avec des artistes venus de la peinture et des arts-plastiques en général ; d'où ses compagnonnages avec des artistes tels que Eduardo Arroyo, Gilles Aillaud, Titina Maselli, Antonio Recalcati ou encore Francis Biras. Deux exceptions à la règle seront ses collaborations de ses débuts avec le scénographe allemand, aux représentations imposantes, Wilfried Minks ; ainsi qu'avec le scénographe italien, Ezio Frigerio, scénographe de nombreuses mises en scène de Giorgio Strehler.
Parmi ses plus grands spectacles demeure son Faust Salpêtrière d'après Goethe, donné en 1976 dans l'ancienne chapelle de cet hôpital parisien lors du Festival d'automne, qui le révèle au public français, déclenchant de vives critiques, notamment dans l'émission de France Inter, Le Masque et la Plume, mais laissant voir aussi pour une autre partie du public, enthousiaste et bouleversé par son geste théâtral, un talent unique. Avec Winterreise (1977), d'après le poète Hölderlin, donné au Olympiastadion de Berlin, il réalise un spectacle dans lequel le public se retrouve plongé dans l'immensité d'un stade, en disproportion avec les sites habituels de représentation théâtrale. Le comédien est lâché dans une course le long de la piste du stade, proférant le texte du poète jusqu'à son essoufflement, son effondrement. La chute de la culture allemande, européenne et humaniste est transfigurée par le corps de l'acteur dans ce lieu symbolique, originellement construit à l'occasion des Jeux olympiques de Berlin en 1936, sous le régime nazi. Ce spectacle a lieu durant ces années de terrorisme en Allemagne de l'Ouest, particulièrement marquées par les activités de la RAF et les morts récentes dans leurs cellules de ses deux principales figures Ulrike Meinhof et Andreas Baader.
Dans le cadre du Festival d'Automne à Paris en 1998, il est invité (parallèlement à Patrice Chéreau, qui crée un atelier Shakespeare, rassemblant des extraits de Henry VI et Richard III, réalisé à la Manufacture des Œillets à Ivry-sur-Seine) à travailler avec les élèves du Conservatoire National d'Art-dramatique de Paris, sur la dernière pièce (inachevée) de Luigi Pirandello, Les Géants de la montagne, spectacle dans lequel Michel Piccoli jouera le rôle de Coltrone. Dans un entretien avec Georges Banu, Chéreau déclarera, après avoir assisté au spectacle de Grüber : « Je rêve toujours d'une chose qui s'épurerait, qui arriverait à être, comme le disait Grüber, "profonde et légère". Lui, il y est arrivé magistralement. Quand il a fait au Conservatoire (CNSAD) un exercice avec Les Géants de la montagne de Pirandello, c'était splendide parce que ça donnait l'impression de ne pas être répété. Il n'avait travaillé que trois semaines, moi, je n'ose pas répéter seulement trois semaines. Le spectacle était d'une grâce extraordinaire et j'étais très envieux parce que je ne sais pas faire ça. Mais j'essaie de tendre vers toujours plus de légèreté. C'est le travail de toute une vie. »
(extrait de : "J'y arriverai un jour" - de Patrice Chéreau - Entretiens avec Georges Banu - Éditions Actes Sud - 2009)
Il travaille par la suite aux Wiener Festwochen ainsi qu'au Burgtheater de Vienne en Autriche, et au Festival de Salzbourg dirigé par Gerard Mortier, où il signe un Tristan et Iseult de Wagner absolument poignant et empreint de fragilité (2000).
Après ses années d'exil en Italie, puis son retour en Allemagne, Klaus Michael Grüber s'établit finalement à Paris, où il a vécu ses dernières années, se consacrant essentiellement à la scène lyrique pour progressivement délaisser le théâtre. Son assistante personnelle Ellen Hammer (figure importante dans l'entourage de Grüber) sera sa collaboratrice à la mise en scène pour de nombreux spectacles, assurant jusqu'à ce jour la reprises de certaines de ses productions, comme ce fut le cas en juin 2009 à l'Opéra de Lyon, avec La Traviata de Verdi.
Il décède dans la nuit du 22 au 23 juin 2008, des suites d'un cancer dans sa maison de Belle-Île-en-Mer où il s'était retiré, se sachant condamné.
De nombreux textes et études lui ont été consacrés en France, notamment par Guy Scarpetta, Georges Banu et Mark Blezinger, à travers un ouvrage collectif paru en 1995 aux éditions du Regard : Il faut que le théâtre passe par les larmes…. Le titre de cet ouvrage est tiré d'une citation de Grüber, lors d'un entretien pour le journal Libération, lors de la création à Paris à la Comédie-Française de Bérénice de Jean Racine, avec Ludmila Mikaël dans le rôle-titre. Cette déclaration du metteur en scène, fait référence à sa représentation du théâtre, sa grâce nécessaire, l'émotion que l'artiste de théâtre doit éveiller chez le spectateur. Au cours de la saison 2008/2009, le théâtre de la Schaubühne de Berlin programme une rétrospective de son travail, ainsi que différents hommages et discussions entre le public et ceux qui furent amenés à travailler avec lui.
Il était chevalier de la Légion d'honneur, commandeur de l'ordre des arts et des lettres et membre de la "Akademie der Künste", Berlin.

## Mises en scène

### Théâtre
- 1968 : Le Procès de Jeanne d'Arc à Rouen de Bertolt Brecht, Piccolo Teatro
- 1969 : Off Limits d'Arthur Adamov, Piccolo Teatro
- 1969 : La Tempête de William Shakespeare, Piccolo Teatro
- 1970 : Penthésilée de Heinrich von Kleist, Piccolo Teatro
- 1971 : Le Championnat du monde de la lutte des classes (Weltmeisterschaft im Klassenkampf)[3] de Peter O. Chotjewitz et Vladimir Maïakovski, Théâtre de Brême[4]
- 1972 : Légende de la forêt viennoise d'Ödön von Horváth, Schaubühne am Halleschen Ufer Berlin,
- 1973 : Dans la jungle des villes de Bertolt Brecht, Städtische Bühnen - Francfort-sur-le-Main
- 1973 : La Dernière Bande de Samuel Beckett, Théâtre de Brême
- 1974 : Les Bacchantes d'Euripide, Schaubühne am Halleschen Ufer Berlin,
- 1975 : Faust - Salpêtrière d'après Goethe, Chapelle Saint-Louis de la Salpêtrière
- 1976 : Empédocle d'après Friedrich Hölderlin, Schaubühne am Halleschen Ufer Berlin, Maison de la Culture de Nanterre dans le cadre du Festival d'Automne à Paris
- 1977 : L'Architecte et l'empereur d'Assyrie d'Arrabal, Théâtre de Barcelone
- 1977 : Winterreise d'après Friedrich Hölderlin, production de la Schaubühne am Halleschen Ufer Berlin réalisée à L'Olympiastadion de Berlin
- 1979 : Rudi de Bernard von Brentano, Hôtel Esplanade Berlin
- 1981 : Six personnages en quête d'auteur de Luigi Pirandello, Freie Volksbühne Berlin
- 1982 : Faust - 1er Partie de Goethe, Freie Volksbühne Berlin Odéon-Théâtre de l'Europe dans le cadre du Festival d'Automne à Paris
- 1982 : Hamlet de William Shakespeare, Schaubühne am Lehniner Platz
- 1984 : Sur la grand'route d'Anton Tchekhov, Schaubühne am Lehniner Platz, réalisé dans la salle de répétition du théâtre, Probebühne, Cuvrystrasse, Berlin-Kreuzberg
- 1984 : Nostalgia de Carl Gustav Jung, Piccolo Teatro et Odéon-Théâtre de l'Europe
- 1984 : Bérénice de Racine, Comédie-Française dans le cadre du Festival d'Automne à Paris
- 1985 : Le Roi Lear de William Shakespeare, Schaubühne am Lehniner Platz, Théâtre national de Chaillot dans le cadre du Festival d'Automne à Paris
- 1986 : Bantam de Eduardo Arroyo, Residenz Theater Munich
- 1986 : Prométhée enchaîné d'Eschyle / Peter Handke, Felsenreitschule - Festival de Salzbourg
- 1986 : Le Récit de la servante Zerline d'Hermann Broch, avec Jeanne Moreau, Théâtre des Bouffes du Nord dans le cadre du Festival d'Automne à Paris
- 1987 : La Dernière Bande de Beckett, Städtische Bühnen - Francfort-sur-le-Main Opéra Comique dans le cadre du Festival d'Automne à Paris
- 1988 : La Medesima Strada de Sophocle / Héraclite / Parmenide / Empédocle, Studio di Piccolo Teatro
- 1988 : L'Affaire de la rue Lourcine d'Eugène Labiche, Schaubühne am Lehniner Platz
- 1989 : La Mort de Danton de Georg Büchner, Théâtre des Amandiers dans le cadre du Festival d'automne à Paris
- 1990 : Phénix de Marina Tsvetaïeva, Schaubühne am Lehniner Platz
- 1991 : Amphitryon de Heinrich von Kleist, Schaubühne am Lehniner Platz, Odéon-Théâtre de l'Europe dans le cadre du Festival d'automne à Paris
- 1992 : Catherine de Sienne de Jakob Lenz, Schaubühne am Lehniner Platz, réalisé dans la salle de répétition du théâtre, Probebühne, Cuvrystrasse, Berlin-Kreuzberg
- 1994 : Splendid's de Jean Genet, Schaubühne am Lehniner Platz
- 1995 : Bleiche Mutter, zarte Schwester de Jorge Semprún, cimetière militaire soviétique du Belvédère (de) à Weimar
- 1996 : Le Pôle de Vladimir Nabokov, Schaubühne am Lehniner Platz, MC93 Bobigny
- 1998 : Iphigénie en Tauride de Goethe, Schaubühne am Lehniner Platz, et MC93 Bobigny dans le cadre du Festival d'automne à Paris
- 1998 : Les Géants de la Montagne de Luigi Pirandello, Théâtre du Conservatoire national supérieur d'art dramatique - Atelier de fin d'année des étudiants du conservatoire, avec Michel Piccoli
- 2002 : Roberto Zucco de Bernard-Marie Koltès, Akademie Theater - Vienne, dans le cadre des Wiener Festwochen
- 2003 : Œdipe à Colone de Sophocle, Burgtheater Vienne

### Opéra
- 1971 : Wozzeck de Alban Berg, direction musicale Hermann Michael, Théâtre de Brême
- 1972 : Jules César de Georg Friedrich Haendel, direction musicale Hermann Michael, Théâtre de Brême
- 1974 : Le Château de Barbe-Bleue de Béla Bartók et Erwartung de Arnold Schoenberg, direction musicale Christoph von Dohnanyi, Städtische Bühnen - Francfort-sur-le-Main
- 1976 : La Walkyrie de Richard Wagner, direction musicale Sir Georg Solti, Opéra de Paris - Palais Garnier
- 1983 : Tannhäuser de Richard Wagner, direction musicale Emil Tchakarov, Teatro Communale - Florence
- 1983 : La Cenerentola de Gioachino Rossini, direction musicale Donato Renzetti, Théâtre du Châtelet - Paris
- 1990 : Parsifal de Richard Wagner, direction musicale Hartmut Hehnchen, Opéra d'Amsterdam
- 1991 : Hypérion de Friedrich Hölderlin / Bruno Maderna, direction musicale de Peter Eötvös, Opéra-Comique - Paris dans le cadre du Festival d'automne à Paris
- 1992 : De la maison des morts de Leoš Janáček, direction musicale Claudio Abbado, Festival de Salzbourg
- 1993 : La Traviata de Giuseppe Verdi, direction musicale Antonio Pappano Théâtre du Châtelet - Paris, et reprise à l'Opéra de Lyon en 2009
- 2000 : Tristan und Isolde de Richard Wagner, direction musicale Claudio Abbado, Festival de Salzbourg
- 2002 : Don Giovanni de Wolfgang Amadeus Mozart, RuhrTriennale
- 2006 : De la maison des morts de Leoš Janáček, direction musicale Marc Albrecht, Opéra de Paris - Opéra Bastille

## Filmographie
- 1974 - Les Bacchantes d'Euripide - production : Schaubühne, Berlin.
- 1977 - Winterreise à l'Olympiastadion production : Schaubühne, Berlin.
- 1981 - Fermata Aetna, production : RAI, Roma.
- 1991 - Rôle de Hans dans Les Amants du Pont-Neuf de Léos Carax.

## Prix et distinctions
- 1995 : Prix Fritz Kortner

## Sur Klaus Michael Grüber
- 1999 - L'homme de passage : le metteur en scène Klaus Michael Grüber, documentaire de Christoph Rüter. Production : ARD/WDR/Arte (1999, 60 min)